# ゴミグモ
ゴミグモ（塵蜘蛛、芥蜘蛛、学名：Cyclosa octotuberculata）は、クモ目コガネグモ科ゴミグモ属に属するクモ、またはゴミグモ属のクモの総称である。ここでは種としてのゴミグモについて記す。自分の姿を隠すように、網にゴミをつるすことからその名がある。

## 特徴
全身は黒褐色で細長い。体長は雌で10-15mm、雄は8-10mm。性的二形は明確で、雄は雌を縮めたような姿。以下の説明は、雌成虫についてのものである。
頭胸部はやや細長い。腹部はおおよそは円筒形で前後に細長く、前方がやや幅広くなり、後方は糸疣の上にやや突き出す。さらに前方背面に二個、後方に六個の円錐状の突起がある。足も黒く、ややごつごつしている。同属のものには腹部に円錐形の突起を持つものは数多いが、日本ではこの種の8つが最大で、他にはいない。

## 分布
日本では本州(ほぼ全域)から九州までと、伊豆諸島から知られる。国外では韓国と中国で知られている。

## 習性
ごく普通のクモで、人家周辺にも住んでいる。網は垂直の円網で、軒下などに張っているのをよく見かける。網の目は細かい。特徴的なのは、網の中央に垂直方向の縦糸に沿って、網の大きさの八割くらいにわたり、食べかすなどのゴミを集めてあることである。ゴミのかたまりは全体としては中央がやや幅広くなった線形になっている。クモはゴミに紛れるようにして、歩脚をすべて曲げて体に寄せて止まっている。そうしていると、腹部の斑紋や突起、足の様子など、全くゴミに紛れて見分けがつきにくく、『完璧な擬態』との声もある。普段は多少とも歩脚を緩めているが、近づくと足を完全に縮めて動かなくなる。指で触れてもじっと動かず、一般のオニグモ類のようにぽろりと網から落ちてしまうことがない。
ちなみに、クモの定位置は、他のコガネグモ科のクモと同様に、円網の中央に当たるので、それを頼りにすれば見つけられる。なお、網の中のクモは見つけづらいが、網そのものはゴミのためにむしろ探しやすい。

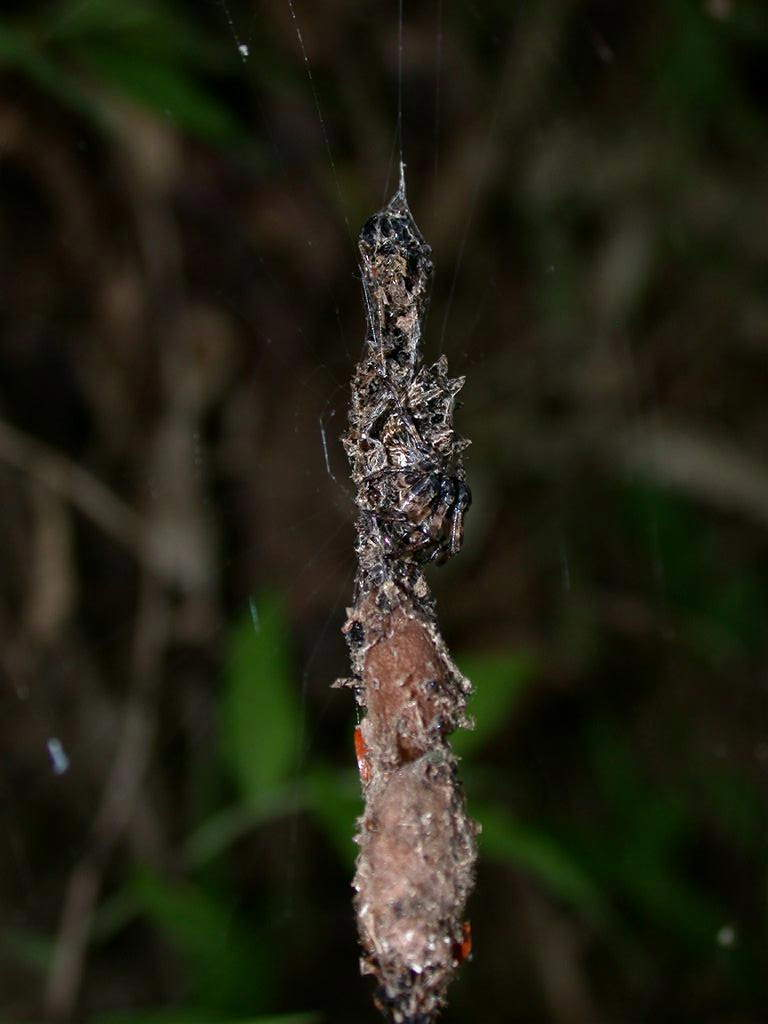
ゴミグモ雌成虫と卵のう

卵嚢は楕円形で、ゴミの中に吊るされる。連続して数個の卵嚢を作り、ゴミの中に縦に並べる。
クモの背中に蛆がとまっているのがたまに見られるが、これはクモヒメバチというハチの幼虫が寄生しているものである。尚、このハチの幼虫は、やがて寄主であるクモを食い殺し食い尽してしまう（捕食寄生）。

## 近縁種

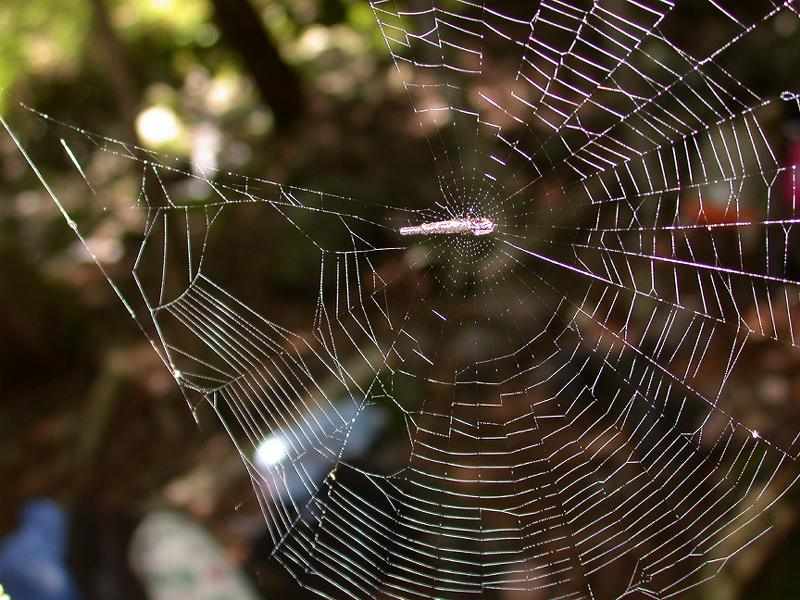
カラスゴミグモ

ゴミグモの仲間は日本に十数種おり、普通種も少なくないが、多くは山間にいて、人家周辺に住んでいるものは少ない。ゴミを網につけるものもあるが、つけないものもある。また、ゴミをつけないものでは、網に止まる姿勢が妙なものがある。普通、垂直円網を張るクモの場合、網の中央に頭を下にして止まるが、ゴミグモ類にはそうでない例がいくつかある。
ヨツデゴミグモ C. sedeculata Karsch
山間部に住む小型種で、切り通しや岩場などに垂直円網をかけ、ゴミをつける。腹部後端に四つの突起がある。都市部の緑地にもよく進出する。
キジロゴミグモ　C. laticauda Boes. et Str.
腹部がやや細長い。山間部に生息し、網にはゴミを少々つける。
ギンメッキゴミグモ C. argenteoalba Boes. et Str.
腹部は楕円形で、周辺が黒く、中央は広く銀色。ゴミはあまりつけない。たまに渦巻き状の隠れ帯を少々つける。頭の向きは不定。平地にも分布。
ギンナガゴミグモ C.ginnaga Yaginuma
ギンメッキゴミグモに似て、山地性。ゴミはつけない。網には頭を上に向けて止まる。
カラスゴミグモ C. atrata Boes. et Str.
全身黒く、腹部後端は細長く伸びる。網には水平からやや傾いた角度で止まる。
トゲゴミグモ C. mulmeinensis (Thorell)
南西諸島に分布。腹部は丸く、その前方上向きに１対の突起がある。網は水平円網、ゴミは固まりをバラバラに並べる。クモは往々にして網の上に乗る。
なお、別属であるが、ヤマトカナエグモ Chorizopes nipponicus Yaginuma は、その姿形が、不思議なくらいヨツデゴミグモによく似ている。このクモは網を張らず、他の造網性のクモの網を訪れ、クモを食べて生活する。